# 生稲晃子 デートはこれから
生稲晃子 デートはこれから（いくいなあきこ デートはこれから）は、ニッポン放送の制作により放送されていたラジオ番組。ニッポン放送での放送期間は1989年4月15日から1990年4月8日まで。

## 概要
生稲晃子は、ラジオ初レギュラーの『おニャン子のアブない夜だよ』（1987年4月6日 - 9月、渡辺満里奈と共演）、その後『TOKYOベストヒット』（1987年7月3日 - 1989年4月7日）と出演して来たが、それまで単独レギュラー番組は持っていなかった。そんな生稲にとっての初単独パーソナリティ番組である。「これからのデートの仕方」を考えることをテーマとしてスタートした。毎週土曜日21:30枠の放送だった当時はニッポン放送ショウアップナイターの直後の時間帯だったためにナイター中継延長も多く、当番組は度々短縮または休止になって放送が少なかった（番組がスタートしてから1989年5月27日までの7週の間に完全に放送されたのは2回、1回は短縮放送で、あとの4回は完全休止だった）が、ナイターオフシーズンに入った1989年10月からは放送予定日は休みなく放送されるようになった。
リスナーの年齢層は10代後半がメインで、その性別比率は男性7割、女性3割だったというデータが残っている。はがきが採用されたリスナーには「秘密のデートグッズ」がプレゼントされていた。

## 主なコーナー
今週のデートコース
- 隠れた、あまり知られていないようなデートスポットの情報をCM調に紹介[3]。

数字パズル1917
マイショッピング
- 何が、どこでどれほど安く買えるかという情報を集めていたコーナー[4]。

不滅の水かけ論
- リスナーが提起した問題に生稲も参加して盛り上がっていたコーナー[5]。

必殺失恋人激励局
- 失恋したリスナーの恨みや不満などを生稲自身が引き受けていた。1989年10月から[2]。

## 放送局
- ニッポン放送（制作局）
  - 毎週土曜日 21:30 - 22:00 （1989年4月15日 - 1989年10月7日）
  - 毎週日曜日 20:30 - 21:00 （1989年10月15日 - 1990年4月8日）
- HBCラジオ：毎週土曜日 20:00 - 20:30 （1989年10月から1990年4月まで）